# Nicodamus
Nicodamus is een geslacht van spinnen uit de familie Nicodamidae.

## Soorten
- Nicodamus mainae Harvey, 1995
- Nicodamus peregrinus (Walckenaer, 1842)